# Ringo (film)
Ringo è un film TV del 1978 diretto da Jeff Margolis con protagonista Ringo Starr sia nella parte di sé stesso sia nelle vesti del personaggio di fantasia "Ognir Rrats", suo fratellastro. Il film venne trasmesso negli Stati Uniti sul canale NBC il 26 aprile 1978.
Il film vede la partecipazione di un cast all-star, inclusi Angie Dickinson, Vincent Price, Carrie Fisher, e George Harrison come voce narrante. Starr esegue dei brani tratti dal suo album dell'epoca, Bad Boy, e materiale più vecchio. La trama del film è vagamente basata sul romanzo Il principe e il povero.
Il programma non ottenne ottimi ascolti terminando al 53º posto nella lista dei 65 programmi in prima serata del network in quella settimana.

## Trama
Ringo Starr è il più famoso batterista del mondo, ma si è stancato della sua vita da pop star, mentre invece Ognir Rrats è un timido "signor nessuno" vessato dai bulli, con un lavoro noioso ed un padre che lo picchia. Quando Ringo conosce Ognir per la prima volta e nota che il ragazzo gli assomiglia moltissimo, i due decidono di scambiarsi di ruolo. Una volta che Ringo avrà assaporato la vita travagliata di Ognir, e Ognir il fitto programma di impegni di una celebrità come Ringo, le cose potranno sistemarsi prima del grande concerto di Ringo in programma?